# Volcano (álbum de Jungle)
Volcano es el cuarto álbum de la banda británica de música electrónica Jungle, lanzado el 11 de agosto de 2023 mediante Caiola Records y la discográfica AWAL. Fue precedido por los sencillos «Candle Flame», «Dominoes», «I've Been in Love» y «Back on 74». El álbum incluye colaboraciones con artistas como Erick The Architect, Channel Tres, Roots Manuva, Mood Talk o Bas. La banda lanzó a la vez un largometraje con el mismo título reuniendo todas las canciones. Para dar cobertura al álbum, organizaron una lista de conciertos por Europa y América del Norte a lo largo de 2023 y por Australia en 2024.

## Grabación
La banda escribió el álbum durante la gira de su disco anterior, Loving in Stereo (2021), y empezó a grabarlo en un alojamiento alquilado por Airbnb, en Los Ángeles, para luego terminarlo en el Estudio B de Metropolis Studios en Londres. Josh Lloyd denominó al álbum «el más honesto [que la banda había] hecho», declarando además que «nosotros siempre hemos tenido un lado soul y un amor por la música soul, por lo que siempre ha estado en nuestras canciones. Nuestro nuevo disco es solo una extensión de ese viaje». Lloyd dijo también que la música de Jungle «está ahora llegando a un momento en el que suena más libre y más improvisada que nunca» y que la «energía» en Volcano es «muy rápida y exposiva, y no tan mansa».

## Recepción
Volcano recibió una puntuación de 81 sobre 100 en Metacritic, basándose en ocho críticas, lo cual supone una «aclamación universal». Robin Murray de Clash declaró que «a veces, vale la pena colocar a la música de soul de Jungle junto a bandas como Sault, que no es poca cosa», calificándolo de «un regreso centrado y unificado» que se quita el sombrero ante sus supremas influencias, permitiendo a Jungle expandirse y evolucionar». Ed Lawson de la revista DIY encontró al disco con «más sonidos novedosos que éxitos del verano», pero que estos eran aun así «extremadamente ricos y cálidos en cuando a sonido». Según la crítica de The Line of Best Fit, el disco es «una mezcla ecléctica de música disco, soul y hip-hop» que «explora una nueva esfera de géneros, eras y estilos musicales» y que «sitúa a Jungle en su punto más progresivo hasta ahora».

## Lista de canciones
| Volcano |                                                     |                                                              |          |  |
| N.º     | Título                                              | Escritor(es)                                                 | Duración |  |
| 1.      | «Us Against the World»                              | Josh Lloyd, Thomas McFarland, Lydia Kitto                    | 3:27     |  |
| 2.      | «Holding On»                                        | Lloyd, Kitto, Declan Lennon                                  | 3:16     |  |
| 3.      | «Candle Flame» (con Erick The Architect)            | Lloyd, McFarland, Kitto, Erick Elliot                        | 2:54     |  |
| 4.      | «Dominoes»                                          | Lloyd, McFarland, Kitto, Dave Linden, Ben Raleigh            | 2:57     |  |
| 5.      | «I've Been in Love» (con Channel Tres)              | Lloyd, Kitto, Sheldon Young                                  | 2:49     |  |
| 6.      | «Back on 74»                                        | Lloyd, McFarland, Kitto                                      | 3:29     |  |
| 7.      | «You Ain't No Celebrity» (con Roots Manuva)         | Lloyd, Kitto, Rodney Smith                                   | 2:33     |  |
| 8.      | «Coming Back»                                       | Lloyd, Kitto                                                 | 3:21     |  |
| 9.      | «Don't Play» (con Mood Talk)                        | Lloyd, McFarland, Kitto, Larry H. Jordan, Jamie Lloyd-Taylor | 3:46     |  |
| 10.     | «Every Night»                                       | Lloyd, McFarland, Kitto                                      | 3:05     |  |
| 11.     | «Problemz»                                          | Lloyd, McFarland, Kitto                                      | 3:04     |  |
| 12.     | «Good at Breaking Hearts» (con JNR Williams y 33.3) | Lloyd, Kitto, Jnr Williams                                   | 3:33     |  |
| 13.     | «Palm Trees»                                        | Lloyd, McFarland, Kitto                                      | 3:19     |  |
| 14.     | «Pretty Little Thing» (con Bas)                     | Lloyd, McFarland, Kitto, Abbas Hamad                         | 3:01     |  |
| 44:34   |                                                     |                                                              |          |  |

Notas
- «Dominoes» contiene una muestra de "Love Is a Hurtin' Thing", escrita por Ben Raleigh y Dave Linden e interpretada por Gloria Ann Taylor .
- «Don't Play» contiene una muestra de "Faith Is the Key", escrita por Larry H. Jordan e interpretada por Enlightment.

## Personal
Jungle
- Josh Lloyd - producción, mezcla, grabación (todas las pistas); voz (1–8, 10, 13), bajo (1, 2, 5–8, 10–14), programación de batería (1–4, 6–8, 10–14), sintetizadores (1, 2, 4, 7–14), órgano (1, 2, 10, 11, 13), guitarra (5, 10); batería, teclados, percusión (5); dirección de arte, diseño
- Tom McFarland – producción adicional (todas las pistas), voz (1, 6), sintetizadores (1, 6, 10), órgano (1, 10), campanas (6), guitarra (14)

Otros músicos
- Lydia Kitto: voz (todas las pistas), flauta (1, 8, 11, 12), bajo (2, 3), sintetizadores (2, 6, 11–13), órgano (2, 11, 13), batería en vivo (2), guitarra (3, 6, 11–13), percusión (5, 12), teclados (5), piano (14)
- Will Fry – congas, percusión extra (1, 10, 13)
- Declan Lennon – bajo, sintetizadores, órgano (2)
- Erick The Architect - voz (3)
- Canal Tres - voz (5)
- Roots Manuva - voz (7)
- Rosie Danvers - arreglo de cuerdas (11)
- Jnr Williams - voz (12)
- Bajo – voz (14)

Técnicos
- Mood Talk – producción (9)
- Lydia Kitto – producción adicional
- Matt Colton – masterización
- Harpaal Sanghera – asistencia de ingeniería
- Tucan – mezcla (1, 11)

Diseño
- James Moruzzi – diseño, fuente, diseño de logotipo

## Posicionamiento en listas
| Listas (2023-2024)                       | Mejor posición |
| ---------------------------------------- | -------------- |
| Australia (ARIA)                         | 22             |
| Bélgica (Ultratop Flanders)              | 25             |
| Bélgica (Ultratop Wallonia)              | 108            |
| Países Bajos (Album Top 100)             | 35             |
| Francia (SNEP)                           | 56             |
| Alemania (Offizielle Top 100)            | 19             |
| Irlanda (IRMA)                           | 60             |
| Lituania (AGATA)                         | 39             |
| Portugal (AFP)                           | 18             |
| España (PROMUSICAE)                      | 38             |
| Suiza (Schweizer Hitparade)              | 8              |
| Reino Unido (OAC)                        | 3              |
| Estados Unidos (Billboard 200)           | 165            |
| Estados Unidos (Dance/Electronic Albums) | 3              |